# Vlad III. Drakula
Vlad III. Drakula (romunsko Vlad Țepeș ali Vlad Drăculea) je bil od leta 1448 do svoje smrti trikrat knez Vlaške, * november/december 1431, † december 1476.
Bil je drugi sin kneza Vlada Drakula, ki je postal vladar Vlaške leta 1436. Imel je brata Raduja, s katerim sta bila od leta 1442 talca v Osmanskem cesarstvu in garanta za očetovo lojalnost. Po napadu ogrskega regenta Jánosa Hunyadija na Vlaško leta 1447 sta bila Vladov oče in najstarejši brat Mircea umorjena. Hunyadi je za novega vojvodo imenoval Vladovega drugega bratranca Vladislava II. Vlaškega.
Hunyadi se je jeseni 1448 odpravil na vojni pohod proti Osmanskemu cesarstvu, na katerem ga je spremljal tudi Vladislav. Vlad je izkoristil priložnost in s podporo Osmanov oktobra vdrl v Vlaško, vendar se je moral zaradi Vladislavove vrnitve še pred koncem leta umakniti v Osmansko cesarstvo. Leta 1449 ali 1450 je odšel v Moldavijo in nato na Ogrsko. Z ogrsko podporo je leta 1456 napadel Vlaško. Vladislav je v boju z njim padel. 
Vlad je po prevzemu oblasti začel čistko med vlaškimi bojarji, ki so sodelovali v očetovem umoru, in utrjevati svojo oblast. Zaradi tega je prišel v spor s transilvanskimi Sasi, ki so podpirali njegove nasprotnike - Vladislavova brata Dana III. Vlaškega in Basaraba Laiotă ter Vladovega nezakonska polbrata Vlada IV.. Vlad je oplenil saške vasi, odpeljal ujetnike v Vlaško in jih nataknil na kol. Mir je bil vzpostavljen leta 1460.
Sultan Mehmed II. je od Vlada zahteval, da se mu pokloni, Vlad pa je sultanova odposlanca aretiral in nataknil na kol. Februarja 1462 je vdrl na osmansko ozemlje ter pobil več deset tisoč Turkov in Bolgarov. Mehmed se je odzval s protinapadom in poskusom, da bi Vlada zamenjal z njegovim mlajšim bratom Radujem. Vlad je poskušal v noči med 16. in 17. junijem 1462 v Târgoviștu ujeti sultana, vendar mu to ni uspelo. Sultan se je z glavnino svoje vojske umaknil iz Vlaške, vendar je kljub temu vedno več Vlahov dezertiralo in prestopilo na Radujevo stran. Vlad je konec leta 1462 odšel v Transilvanijo iskat pomoč ogrskega kralja Matije Korvina, Korvin pa ga je namesto pomoči vrgel v ječo.
V ujetništvu v Višegradu je bil od leta 1463 do 1475. V tem času so se v Italiji in zlasti v Nemčiji začele širiti pripovedi o njegovi krutosti. Na zahtevo Štefana III. Moldavskega je bil poleti 1475 izpuščen in se nato na začetku leta 1476 v Korvinovi vojski boril proti Osmanom v Bosni. Ogri in Moldavci so novembra prisilili Basaraba Laiotă, ki je odstavil Vladovega brata Raduja, da je pobegnil iz Vlaške. Basarab se je še pred koncem leta z osmansko pomočjo vrnil. Vlada so pred 10. januarjem 1477, verjetno decembra 1476, umorili.
Knjige s pripovedmi o Vladovih krutih dejanjih so bile prve uspešnice na nemško govorečih ozemljih. Ruske ljudske pripovedi govorijo samo o tem, da je Vlad z brutalnimi kaznimi krepil centralno oblast. Podobno stališče je imela tudi večina romunskih zgodovinarjev v 19. stoletju. Vladova zloglasna krutost in patronimik (Drăculea) sta se odrazila v imenu vampirskega grofa Drakule v romanu Brama Stokerja Drakula iz leta 1897.

## Ime
Vlad se je v svojih latinskih dokumentih podpisoval z Wladislaus Dragwlia, vaivoda partium Transalpinarum (1475).
V romunskem jeziku je nasledil patronim Dragwlya (ali Dragkwlya), Dragulea, Dragolea ali Drăculea, ki je pomanjševalnica imena Drakul, ki ga je dobil njegov oče, ko je bil leta 1431 sprejet v Red zmaja. 
Vladov nadimek Natikalec je povezan s surovim načinom usmrčevanja z natikanjem na ošiljen kol. Dobil ga je šele po smrti okrog leta 1550. Pred tem je bil znan kot Kazıklı Bey ali Kazika bej, kot so ga imenovali v Osmanskem cesarstvu.

## Življenje

### Mladost in družina
Rojen je bil v trdnjavi Sighișoara v Transilvaniji. Vladov oče je bil knez Vlad II. Drakul, mati pa moldavska princesa. Imel je starejšega brata Mirceo in mlajšega polbrata Raduja. 
V letu, ko je bil rojen, je nemški cesar in ogrski kralj Sigismund Luksemburški njegovega očeta sprejel v Zmajev viteški red, s čimer je dobil priimek Drakul – Zmaj. Njegova naloga je bila, da se na mejah Transilvanije in Vlaške vojskuje proti Osmanskemu cesarstvu. Leta 1436 je z vlaškega prestola strmoglavil Aleksandra Aldea in sam zasedel knežji prestol. Ko je utrdil svojo oblast, je ugotovil, da se je ravnotežje sil obrnilo v korist sultana Murata II., zato je s Turki sklenil zavezništvo proti Sigismundu Luksemburškemu in se leta 1438 na turški strani udeležil njihovega pohoda v Transilvanijo. Spremljala sta ga tudi sinova Vlad in Mircea. Na pohodu je pogosto reševal kristjane iz turškega ujetništva, zato so Turki posumili v njegovo zvestobo. Vlada II. in njegova sinova so zato leta 1444 med njihovim obiskom pri Muratu II. aretirali. Vlad II. je po krajšem ujetništvu sultanu prisegel zvestobo in bil izpuščen, sinova pa sta kot talca ostala v turškem ujetništvu.

### Talec Osmanskega cesarstva
Vlada III. in polbrata Raduja so poslali v hišni pripor v Egrigiz v Mali Aziji, kjer sta se naučila turščine. Vlad je v tem času domnevno opazoval turške metode mučenja in tudi sam postal okruten. V nasprotju s poslušnim bratom, ki se je spreobrnil v islam, je Vlad s svojo nepopustljivostjo vlival strah svojim čuvajem, čeprav je bil zato večkrat bičan in mučen.
Oče Vlad II. je medtem vladal v Vlaški in obnovil prisego pripadnika Zmajevega reda. Papež ga je odvezal od prisege, ki jo je dal sultanu, potem pa se je oklevajoče pridružil borbi proti Turkom. Brat Mircea je aktivno sodeloval v velikem križarskem pohodu leta 1444, v kateri so križarji osvojili trdnjavo Đurđu. Pohod na Varno se je ob Črnem morju končal kot popoln neuspeh. Vlad II. in Mircea sta za polom obtožila vodjo pohoda Jánosa Hunyadija, ki je bil zato obsojen na smrt in nato zaradi prejšnjih zaslug pomiloščen. Hunyadijevi pristaši so Vlada II. leta 1447 ubili, Mirceo pa oslepili in živega zakopali. Po njuni smrti so Turki na vlaški prestol poskušali posesti Vlada III. v upanju, da bo ostal njihov zaveznik. 

### Vladanje
Vladu III. je uspelo pobegniti iz tabora osmanske vojske in priti na dvor svojega strica Bogdana II. Moldavskega. Z njegovim sinom Štefanom je nato nadaljeval šolanje v samostanu Suceava.  
Jánosa Hunyadija je prepričal, da se bo odločno uprl prodiranju Osmanov v Vlaško, in z njegovo pomočjo avgusta 1448 zasedel vlaški prestol. Po prihodu na oblast je začel reformirati vlaško notranjo in zunanjo politiko. Naslanjati se je začel na preproste ljudi in ljudsko milico, ki je tvorila glavnino njegove vojske. Reforme so koristile predvsem ljudstvu na škodo bojarjev. Ljudem je razdelil zemljo in jim dal več pravic, ukinil fevdalno obvezo in vsem, ki so se pridružili milici v borbi proti Osmanom, podelil status svobodnega vojaka. Prakticiral je nenadne in nočne napade ter v enem od njih skoraj ujel sultana Mehmeda II.. Sultan se je domnevno zaradi tega s celo vojsko prestrašen umaknil. Prestrašil naj bi ga tudi gozd na kol nataknjenih turških vojakov, ki jih je Vlad ujel v prejšnji bitki. Vlad je po tem uspehu postal član Zmajevega viteškega reda in dobil vzdevek Drakul. Podpisovati se je začel z Vladislaus Drakulya.  
Odklanjal je nošenje krone in je namesto nje kot simbol nosil kapo – šubaro z broško, ki je bila pravzaprav prstan z rubinom na zlati osemkraki zvezdi in biseri na koncu krakov. Skoznjo so bila zataknjena orlova peresa. Prstanu in dragemu kamnu so pripisovali posebno moč, o njegovem poreklu pa so se razpredale številne legende. V njegovi odsotnosti je bila kapa na stebru sredi trga, da bi jo ob njegovi morebitni smrti podložniki izročili njegovemu izbranemu nasledniku. Simbol vlaškega vladarja je bil zadnjič viden na portretu vlaškega kneza Mihaela Hrabrega (Mihai Viteazul, vladal 1593-1601). 
Legenda o Vladovi pravičnosti v bojih proti Osmanom je še vedno živa med prebivalci Gorja in Banata v sedanji Romuniji in Vojvodini. Legende so v popolnem nasprotju s pripovedmi o njegovem vampirstvu in okrutnosti. Izročilo in legende je populariziral romunski diktator Nicolae Ceaușescu (predsedoval 1965-1989), tudi sam rojen v vlaškem hribovju, da bi upravičil in utrdil svojo oblast.

## Smrt
O smrti Vlada III. govori veliko zgodb. Najbolj razširjeno je prepričanje, de je umrl decembra 1476 v bitki z Osmani v okolici Bukarešte. Druga različica pravi, da so ga ubili nelojalni vlaški bojarji tik pred zmago na bojnem polju ali na lovu. Obstaja tudi zgodba, da je padel v boju, obdan s trupli svojih zvestih moldavskih telesnih stražarjev (enote, ki mu jih je posodil knez Štefan III. Moldavski, so ostale z njim tudi po vrnitvi Štefana Báthoryja v Transilvanijo), in zgodba, da ga je v trenutku zmage ubil eden od njegovih ljudi. Edino nesporno dejstvo je, da so mu Osmani po smrti odsekali glavo in jo poslali v Istanbul, kjer jo je dal sultan natakniti na kol kot dokaz, da je Kazika bej končno mrtev.
Domneva se, da je pokopan v bližini samostana Komana, okraj Đurđu, ki ga je sam ustanovil leta 1461.
Ime Vlada III. Drakule je na seznamu obdarovalcev samostana Hilandar na Atosu.

## Grad Bran
Grad Bran se kljub temu, da ni nobenega dokaza, da bi Vlad III. sploh kdaj stopil vanj, reklamira kot Drakulov grad z razlago, da je Bramu Stokerju služil kot inspiracija za pisanje romana Drakula. V romanu je opisan kot dom fiktivnega grofa vampirja. Nobenih dokazov ni, da je Stoker sploh vedel za grad Bran, ki pod tem imenom v romanu sploh ni omenjen. 
Povezava Drakulovega gradu z Vladom III. in fiktivnim grofom Drakulo je izključno marketinška vaba za tuje turiste.